# Alsophis rufiventris
Alsophis rufiventris és una espècie de serp pertanyent a la família dels colúbrids.

## Descripció
- El ventre és de color carabassa.[6]

## Distribució geogràfica
Es troba a les Antilles Neerlandeses (Saba i Sint Eustatius). Va esdevindre extinta a Saint Kitts i Nevis.

## Estat de conservació
La seua principal amenaça és la predació per part de les mangostes.